# Petropedetes cameronensis
Espèce
Synonymes
- Petropedetes obscurus Ahl, 1924

Statut de conservation UICN

 LC  : Préoccupation mineure
Petropedetes cameronensis est une espèce d'amphibiens de la famille des Petropedetidae.

## Répartition
Cette espèce se rencontre, :
- dans le sud-ouest du Cameroun ;
- sur l'île de Bioko en Guinée équatoriale ;
- dans le sud-est du Nigeria.

## Étymologie
Son nom d'espèce, composé de camero[u]n et du suffixe latin -ensis, « qui vit dans, qui habite », lui a été donné en référence au lieu de sa découverte, le Cameroun.

## Publication originale
- Reichenow, 1874 : Eine Sammlung Lurche und Kriechthiere von Westafrika. Archiv für Naturgeschichte, vol. 40, no 1, p. 287-298 (texte intégral).